# Juego ubicuo

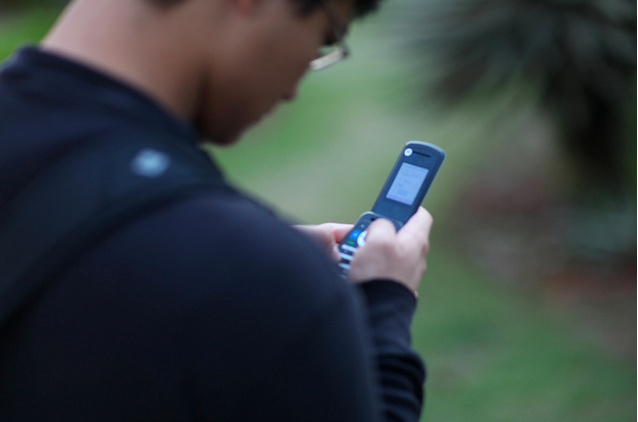
El soporte más común del juego ubicuo es el teléfono móvil

Los juegos ubicuos  (También denominados juegos pervasivoso pervasive games en inglés) son aquellos donde la experiencia de juego se extiende hacia el mundo real, o aquellos donde el mundo ficticio en el que el juego toma lugar, es mezclado con el mundo físico. Estos juegos, habitualmente mediados tecnológicamente, aparecen y se categorizan como tal a principios del siglo XXI y son el resultado de la convergencia del campo de la computación ubicua  y el diseño de juegos experimental. Los juegos ubicuos tienen uno o varios rasgos determinantes que amplían el contrato tácito del círculo mágico del juego, bien a nivel social, espacial o temporal.
Son populares los videojuegos basados en la ubicación, que utilizando normalmente el teléfono móvil como soporte, requieren que el jugador se desplace por su entorno físico para progresar en sus objetivos. observó que este tipo de actividades inducen a un tipo de aprendizaje que es social, lleno de experiencias y vivencias, y es situaciones. El aprendizaje, sin embargo, está relacionado con los objetivos de los diseñadores del juego. En una encuesta de juegos basados en la localización se observó que en términos del objetivo principal, estos juegos se pueden categorizar como: lúdicos (juegos creados para la diversión), pedagógicos (juegos creados para el aprendizaje) e híbridos (para la diversión y el aprendizaje, con objetivos múltiples).

## Tipologías de juego ubicuo
Los juegos ubicuos espacialmente ampliados se juegan en las calles, en todo el mundo o en rincones del ciberespacio y van desde juegos de localización para teléfonos móviles, a diversos tipos de caza tesoros y juegos de geolocalización.
Los temporalmente ampliados se entrelazan con las vidas cotidianas de los jugadores. Los jugadores del algunos juegos de teléfono móvil tendrán que interactuar con el juego en cualquier momento del día ya que tratan de combinar el juego con la vida diaria de los jugadores.
Los juegos ubicuos socialmente ampliados implican a gente ajena y desdibujan los límites del juego. A veces, los demás jugadores se posicionan como espectadores, otras veces sus funciones de participación son más complejas.